# يو إف سي
بطولة القتال النهائي (بالإنجليزية: Ultimate Fighting Championship) والمعروفة اختصاراً بـ يو إف سي (بالإنجليزية: UFC)، هي شركة أمريكية مختلطة لترويج فنون القتال المختلطة مقرها في لاس فيغاس، نيفادا. وهي مملوكة ومدارة من قبل زوفا، وهي شركة فرعية مملوكة بالكامل لمجموعة إنديفر. إنها أكبر شركة ترويج للفنون القتالية المختلطة في العالم اعتبارًا من عام 2011. وهي تنتج أحداثًا في جميع أنحاء العالم تعرض 12 قسمًا للوزن (ثمانية رجال وأربعة نساء) وتلتزم بالقواعد الموحدة لفنون القتال المختلطة. اعتبارًا من عام 2022، استضافت أكثر من 600 حدث. يشغل دانا وايت منصب الرئيس منذ عام 2001. وتحت إشراف وايت، نمت لتصبح مؤسسة عالمية بمليارات الدولارات.
تم تأسيس UFC من قبل رجل الأعمال آرت ديفي ومقاتل الدفاع عن النفس البرازيلي روريون جرايسي، وعقد الحدث الأول في عام 1993 في ملعب ماكنيكولز الرياضي في دنفر، كولورادو. كان الغرض من مسابقات بطولة القتال النهائي المبكرة هو تحديد أكثر فنون القتال فاعلية في مسابقة مع الحد الأدنى من القواعد وعدم وجود فئات للوزن بين المتنافسين من مختلف التخصصات القتالية. في الأحداث اللاحقة، تم وضع قواعد أكثر صرامة وبدأ المقاتلون في تبني تقنيات فعالة من أكثر من تخصص واحد، مما ساعد بشكل غير مباشر في إنشاء أسلوب منفصل للقتال يُعرف باسم فنون القتال المختلطة الحالية. في عام 2016، تم بيع الشركة الأم ليو إف سي، زوفا، إلى مجموعة بقيادة إنديفر، والتي كانت تعرف آنذاك باسم وليام موريس إنديفور (WME - IMG)، بما في ذلك سيلفر ليك بارتنرز وكولبرج كرافيس روبرتس وإم إس دي كابيتال مقابل 4.025 مليار دولار أمريكي. في عام 2021، اشترت إنديفور مالكي زوفا الآخرين بقيمة 1.7 مليار دولار.
من خلال صفقة تلفزيونية والتوسع في أستراليا وآسيا وأوروبا والأسواق الجديدة داخل الولايات المتحدة، حققت يو إف سي تغطية إعلامية رئيسية أكبر. لقد كسبت 609 مليون دولار أمريكي في عام 2015، وتم تقييم اتفاقية حقوق وسائل الإعلام المحلية التالية مع إي إس بي إنبمبلغ 1.5 مليار دولار على مدى خمس سنوات.
برو-كريبتو UFC تبرم صفقة بقيمة 7.7 مليار دولار مع باراماونت
تجعل الصفقة الضخمة نموذج الدفع مقابل المشاهدة (PPV) في فنون القتال المختلطة قديمًا، حيث سيتم توفير جميع الأحداث على Paramount+ بدءًا من عام 2026.

## صفقة بقيمة 7.7 مليار دولار بين UFC وباراماونت
في عام 2018، تصدرت بطولة القتال النهائي (UFC) ولتكوين، واحدة من أقدم العملات الرقمية، العناوين حول العالم مع صفقة رعاية. ولكن يوم الاثنين، أُعلنت صفقة أكبر بكثير عندما قامت UFC وباراماونت التابعة لشركة الإعلام بإبرام صفقة بقيمة 7.7 مليار دولار لحقوق حصرية لبث أحداث UFC مباشرة، اعتبارًا من العام المقبل.
(رئيس UFC والمدير التنفيذي دانا وايت يقول، “تضع هذه الصفقة UFC بين أكبر الرياضات في العالم.” / ufc.com)

ليست UFC غريبة عن صفقات حقوق الإعلام الكبيرة. لقد وقعت دوري فنون القتال المختلطة للمحترفين المؤيد للعملات الرقمية في السابق اتفاقيات مع شركات مثل Fox وESPN، ولكن عند 7.7 مليار دولار وبقرار الانتقال من PPV إلى منصة بث تعتمد على الاشتراك (مع عرض أحداث مختارة أيضًا على CBS)، قد تكون الصفقة التي تستمر سبع سنوات مع باراماونت هي الأضخم والأكثر أهمية حتى الآن.
“هذه الصفقة التاريخية مع باراماونت وCBS رائعة لمعجبي UFC ولاعبينا”، قال دانا وايت، الرئيس التنفيذي والمدير التنفيذي لـ UFC. “لأول مرة على الإطلاق، سيكون لدى المشجعين في الولايات المتحدة الوصول إلى جميع محتوى UFC بدون نموذج الدفع مقابل المشاهدة.”
الانفصال عن نموذج PPV المستمر لعقود هو على الأرجح الأول في فعاليات القتال الرياضية البارزة. لقد اعتمدت الملاكمة وMMA وغيرها من دوريات القتال على PPV لتوليد الإيرادات. المصارعة المحترفة، التي ليست رياضة قتالية، قد استخدمت أيضًا منذ زمن بعيد نفس النموذج. لكن قبل بضع سنوات، تخلت WWE، التي هي الآن كيان شقيق لـ UFC، عن PPV بشكل كبير، والآن تتبع UFC هذا النهج.
واصلت صناعة العملات الرقمية رعاية أحداث UFC منذ صفقة اللايتكوين في عام 2018. من المرجح أن تراقب عدة شركات في النظام الإيكولوجي عن كثب مدى زيادة الجماهير التي يمكن للاتحاد جمعها مع الانتقال إلى باراماونت وCBS.
“تضع هذه الصفقة UFC بين أكبر الرياضات في العالم”، أوضح وايت. “التعرض الذي توفره شبكات باراماونت وCBS تحت هذه البنية الجديدة هو فوز كبير لرياضيينا ولأي شخص يشاهد ويحب هذه الرياضة.”

## الأرقام القياسية في يو إف سي
آخر تحديث في 6 يوليو 2025
.
| السجل                                   | المقاتل                     | العدد                          |
| --------------------------------------- | --------------------------- | ------------------------------ |
| أصغر بطل                                | جون جونز                    | 23 سنة، 8 شهر                  |
| أكبر بطل                                | راندي كوتور                 | 45 سنة، 146 يوم                |
| أطول فترة سيطرة كبطل                    | أندرسون سيلفا               | 2،457 يوم (6 سنة 8 شهر 22 يوم) |
| أكثر من فاز بلقب                        | راندي كوتور                 | 5                              |
| أكثر من شارك في نزالات                  | جيم ميلر                    | 45                             |
| أكثر من فاز                             | جيم ميلر                    | 27                             |
| أكثر من فاز بالإنهاء                    | تشارلز أوليفيرا             | 20                             |
| أكثر من فاز بالضربة القاضية             | ديريك لويس                  | 15                             |
| أكثر من فاز بالإخضاع                    | تشارلز أوليفيرا             | 17                             |
| أكثر من فاز بقرار الحكام                | نيل ماغني                   | 14                             |
| أكثر من فاز بنزالات الألقاب             | جون جونز                    | 16                             |
| أكثر من شارك بنزالات الألقاب            | جون جونز                    | 17                             |
| أكثر من دافع عن لقبه بشكل متتالي        | ديمتريوس جونسون             | 11                             |
| أطول سلسلة انتصارات                     | أندرسون سيلفا               | 16                             |
| أكثر من فاز بجوائز ما بعد النزالات      | تشارلز أوليفيرا             | 20                             |
| أكثر من فاز بجائزة أداء الليلة          | تشارلز أوليفيرا             | 13                             |
| أكثر من فاز بجائزة الضربة القاضية لليلة | أندرسون سيلفا               | 7                              |
| أكثر من فاز بجائزة إخضاع الليلة         | جو لوزون                    | 6                              |
| أكثر من فاز بجائزة قتال الليلة          | إدسون باربوزا، داستن بورييه | 10                             |
| أكثر من قضى وقت في القتال               | رافاييل دوس أنجوس           | 8:43:19                        |
| أقصر متوسط وقت للقتال                   | درو ماكفدريز                | 2:20                           |
| أكثر إسقاطات في نزال واحد               | حبيب نورمحمدوف              | 21 من 27 محاولة                |
| أسرع ضربة قاضية                         | خورخي ماسفيدال              | 0:05                           |
| أسرع إخضاع                              | أوليغ تاكتاروف              | 0:09                           |
| أسرع ضربة قاضية في نزال على اللقب       | كونر ماكغريغور              | 0:13                           |
| أسرع إخضاع في نزال على اللقب            | روندا روزي                  | 0:14                           |

## الأفضل في جميع الأوزان للرجال
<onlyinclude>
تم تحديث التصنيف في 1 يوليو 2025 بعد حدث يو إف سي 317.<onlyinclude>
| #  | أيزو                     | المقاتل             | السجل          | سلسلة الانتصارات | ت    | فئة الوزن               | الوضع                                               | النزال القادم | النزال القادم   | النزال القادم |
| #  | أيزو                     | المقاتل             | السجل          | سلسلة الانتصارات | ت    | فئة الوزن               | الوضع                                               | الحدث         | الخصم           | م             |
| -- | ------------------------ | ------------------- | -------------- | ---------------- | ---- | ----------------------- | --------------------------------------------------- | ------------- | --------------- | ------------- |
| 1  | جورجيا                   | إيليا توبوريا       | 17–0           | 17               | ▲ +2 | الوزن الخفيف            | بطل الوزن الخفيف                                    |               |                 |               |
| 2  | روسيا                    | إسلام ماخاشيف       | 27–1           | 15               | ▼ −1 | الوزن الخفيف            | #1 في تصنيفات الوزن الخفيف                          |               |                 |               |
| 3  | جورجيا                   | ميراب دفاليشفيلي    | 20–4           | 13               | ▼ −1 | وزن الديك               | بطل وزن الديك                                       |               |                 |               |
| 4  | جنوب إفريقيا             | دريكوس دو بليسي     | 23–2           | 12               |      | الوزن المتوسط           | بطل الوزن المتوسط                                   | يو إف سي 319  | حمزة شيماييف    | [ 18 ]        |
| 5  | البرازيل                 | ألكسندر بانتوجا     | 30–5           | 8                | ▲ +4 | وزن الذبابة             | بطل وزن الذبابة                                     |               |                 |               |
| 6  | أستراليا                 | ألكسندر فولكانوفسكي | 27–4           | 1                |      | وزن الريشة              | بطل وزن الريشة                                      |               |                 |               |
| 7  | روسيا                    | ماغوميد أنكالايف    | 20–1–1 (1 ب.ف) | 3                | ▼ −2 | وزن خفيف الثقيل         | بطل وزن خفيف الثقيل                                 |               |                 |               |
| 8  | أستراليا                 | جاك ديلا مادالينا   | 18–2           | 18               | ▼ −1 | وزن الوسط               | بطل وزن الوسط                                       |               |                 |               |
| 9  | إنجلترا                  | توم أسبينال         | 15–3           | 3                | ▼ −1 | الوزن الثقيل            | بطل الوزن الثقيل                                    |               |                 |               |
| 10 | البرازيل                 | أليكس بيريرا        | 12–3           | 0                | ▼ −1 | وزن خفيف الثقيل         | #1 في تصنيفات وزن خفيف الثقيل                       |               |                 |               |
| 11 | الولايات المتحدة         | ماكس هولواي         | 26–8           | 0                |      | الوزن الخفيف وزن الريشة | #5 في تصنيفات الوزن الخفيف #1 في تصنيفات وزن الريشة | يو إف سي 318  | داستن بورييه    | [ 19 ]        |
| 12 | الولايات المتحدة         | بلال محمد           | 24–4 (1 ب.ف)   | 0                |      | وزن الوسط               | #1 في تصنيفات وزن الوسط                             |               |                 |               |
| 13 | أرمينيا                  | أرمان تساروكيان     | 22–3           | 4                | ▲ +1 | الوزن الخفيف            | #2 في تصنيفات الوزن الخفيف                          |               |                 |               |
| 14 | الإمارات العربية المتحدة | حمزة شيماييف        | 14–0           | 14               | ▲ +1 | الوزن المتوسط           | #3 في تصنيفات الوزن المتوسط                         | يو إف سي 319  | دريكوس دو بليسي | [ 18 ]        |
| 15 | البرازيل                 | تشارلز أوليفيرا     | 35–11 (1 ب.ف)  | 0                | ▼ −2 | الوزن الخفيف            | #3 في تصنيفات الوزن الخفيف                          |               |                 |               |

## الأفضل في جميع الأوزان للسيدات
<onlyinclude>
تم تحديث التصنيف في 1 يوليو 2025 بعد حدث يو إف سي 317.
| #  | أيزو             | المقاتلة           | السجل        | سلسلة الانتصارات | ت | فئة الوزن   | الوضع                     | النزال القادم | النزال القادم | النزال القادم |
| #  | أيزو             | المقاتلة           | السجل        | سلسلة الانتصارات | ت | فئة الوزن   | الوضع                     | الحدث         | الخصم         | م             |
| -- | ---------------- | ------------------ | ------------ | ---------------- | - | ----------- | ------------------------- | ------------- | ------------- | ------------- |
| 1  | قرغيزستان        | فالنتينا شيفتشينكو | 25–4–1       | 2                |   | وزن الذبابة | بطلة وزن الذبابة          |               |               |               |
| 2  | الصين            | تشانغ ويلي         | 26–3         | 5                |   | وزن القشة   | بطلة وزن القشة            |               |               |               |
| 3  | الولايات المتحدة | كايلا هاريسون      | 19–1         | 4                |   | وزن الديك   | بطلة وزن الديك            |               |               |               |
| 4  | فرنسا            | مانون فيوروت       | 12–2         | 0                |   | وزن الذبابة | #2 في تصنيفات وزن الذبابة |               |               |               |
| 5  | الولايات المتحدة | جوليانا بينا       | 12–6         | 0                |   | وزن الديك   | #1 في تصنيفات وزن الديك   |               |               |               |
| 6  | البرازيل         | ناتاليا سيلفا      | 19–5–1       | 13               |   | وزن الذبابة | #1 في تصنيفات وزن الذبابة |               |               |               |
| 7  | المكسيك          | أليكسا جراسو       | 16–5–1       | 0                |   | وزن الذبابة | #3 في تصنيفات وزن الذبابة |               |               |               |
| 8  | الولايات المتحدة | إرين بلانشفيلد     | 13–2         | 1                |   | وزن الذبابة | #5 في تصنيفات وزن الذبابة |               |               |               |
| 9  | البرازيل         | فيرنا جانديروبا    | 22–3         | 5                |   | وزن القشة   | #1 في تصنيفات وزن القشة   |               |               |               |
| 10 | الولايات المتحدة | راكيل بنينجتون     | 16–9         | 0                |   | وزن الديك   | #2 في تصنيفات وزن الديك   |               |               |               |
| 11 | الولايات المتحدة | تاتيانا سواريز     | 10–1         | 0                |   | وزن القشة   | #2 في تصنيفات وزن القشة   |               |               |               |
| 12 | الولايات المتحدة | روز ناماجوناس      | 14–7         | 1                |   | وزن الذبابة | #7 في تصنيفات وزن الذبابة |               |               |               |
| 13 | الصين            | يان شياونان        | 18–5 (1 ب.ف) | 0                |   | وزن القشة   | #3 في تصنيفات وزن القشة   |               |               |               |
| 14 | البرازيل         | أماندا ليموس       | 15–4–1       | 1                |   | وزن القشة   | #4 في تصنيفات وزن القشة   |               |               |               |
| 15 | الولايات المتحدة | مايسي باربر        | 14–2         | 6                |   | وزن الذبابة | #6 في تصنيفات وزن الذبابة |               |               |               |

## وصلات خارجية
- (بالإنجليزية)
- بطولة القتال النهائي على موقع واي باك مشين (نسخة محفوظة 21 فبراير 2001) (بالإنجليزية)